# Maniac (Amerikaanse miniserie)
Maniac is een Amerikaanse zwartkomische dramaserie. De reeks, die bedacht werd door Patrick Somerville en geregisseerd werd door Cary Fukunaga, is een remake van de gelijknamige Noorse serie uit 2015. Op 21 september 2018 ging de miniserie in première op de streamingdienst Netflix. De hoofdrollen worden vertolkt door Emma Stone en Jonah Hill.

## Verhaal
Annie Landsberg is een depressieve vrouw die gefixeerd is op haar relatie met haar moeder en zus. Owen Milgrim is de vijfde zoon van een rijke, New Yorkse familie. Hij lijdt aan een acute psychotische stoornis, waardoor hij soms waanbeelden ervaart.
Beiden besluiten deel te nemen aan een medisch experiment. Een team van wetenschappers onder leiding van Dr. Muramoto, en later Dr. James K. Mantleray, belooft hen een driedelige farmaceutische behandeling die al hun geestelijke problemen permanent en zonder complicaties zal oplossen.
Door de behandeling komen Annie en Owen met hun geest in alternatieve realiteiten terecht, waar ze uiteenlopende fantasieën beleven. Maar door een kortsluiting loopt het experiment niet zoals gepland.

## Rolverdeling
| Acteur             | Personage              |
| ------------------ | ---------------------- |
| Emma Stone         | Annie Landsberg        |
| Jonah Hill         | Owen Milgrim           |
| Justin Theroux     | Dr. James K. Mantleray |
| Sonoya Mizuno      | Dr. Fujita             |
| Sally Field        | Dr. Greta Mantleray    |
| Julia Garner       | Ellie Landsberg        |
| Jemima Kirke       | Adelaide               |
| Billy Magnussen    | Jed Milgrim / Grimsson |
| Geoffrey Cantor    | Frank                  |
| Josh Pais          | Andy                   |
| Rob Yang           | Matt Ming              |
| Christian DeMarais | Mike Milgrim           |
| Gabriel Byrne      | Milgrim                |
| Selenis Leyva      | Patricia Lugo          |
| Rome Kanda         | Dr. Muramoto           |

## Productie
Van 2015 tot 2016 zond de Noorse tv-zender TV 2 de miniserie Maniac uit. De oorspronkelijke reeks werd geproduceerd door Rubicon TV, het productiebedrijf achter Lilyhammer (2012–2014), de eerste exclusieve serie van Netflix in de Verenigde Staten. Producente Anne Kolbjornsen omschreef de Noorse serie als een kritische kijk op de American Dream.
Op 18 maart 2016 raakte bekend dat regisseur Cary Fukunaga een Amerikaanse remake van de serie zou regisseren in dienst van Anonymous Content en Paramount Television, en dat de hoofdrollen vertolkt zouden worden door Jonah Hill en Emma Stone. Vijf dagen later werd het project opgepikt door Netflix, dat eerder ook al de door Anonymous Content en Paramount geproduceerde serie 13 Reasons Why had opgepikt.
In oktober 2016 werd bekendgemaakt dat de Amerikaanse versie van Maniac geschreven zou worden door Patrick Somerville. In augustus 2017 werden Justin Theroux, Sonoya Mizuno en Julia Garner gecast. Een maand later werd ook Jemima Kirke aan het project toegevoegd. In oktober 2017 werd Sally Field gecast als Dr. Greta Mantleray. In februari 2018 raakte ook de casting van Billy Magnussen bekend.
De opnames gingen op 15 augustus 2017 van start in New York en eindigen in november 2017. Op 21 september 2018 ging de reeks in première op Netflix.

## Afleveringen
| #  | Titel aflevering         | Regisseur     | Geschreven door                       | Releasedatum Netflix |
| -- | ------------------------ | ------------- | ------------------------------------- | -------------------- |
| 1  | The Chosen One!          | Cary Fukunaga | Patrick Somerville                    | 21 september 2018    |
| 2  | Windmills                | Cary Fukunaga | Patrick Somerville                    | 21 september 2018    |
| 3  | Having a Day             | Cary Fukunaga | Patrick Somerville, Caroline Williams | 21 september 2018    |
| 4  | Furs by Sebastian        | Cary Fukunaga | Patrick Somerville, Nick Cuse         | 21 september 2018    |
| 5  | Exactly Like You         | Cary Fukunaga | Caroline Williams, Mauricio Katz      | 21 september 2018    |
| 6  | Larger Structural Issues | Cary Fukunaga | Patrick Somerville, Nick Cuse         | 21 september 2018    |
| 7  | Ceci N'est Pas Une Drill | Cary Fukunaga | Amelia Gray, Danielle Henderson       | 21 september 2018    |
| 8  | The Lake of the Clouds   | Cary Fukunaga | Mauricio Katz, Nick Cuse              | 21 september 2018    |
| 9  | Utangatta                | Cary Fukunaga | Patrick Somerville                    | 21 september 2018    |
| 10 | Option C                 | Cary Fukunaga | Patrick Somerville, Cary Fukunaga     | 21 september 2018    |